# Arrandale
Penryn Sandy Bridge
Le microprocesseur Arrandale d'Intel est un processeur dual-core pour ordinateur portable, appartenant à la famille Westmere. 
Les processeurs Arrandale sont commercialisés depuis janvier 2010.
L'équivalent d'Arrandale pour ordinateur de bureau est le Clarkdale.

## Description
L'Arrandale est composé de deux dies : le premier, gravé en 32 nm, intègre les deux cœurs du CPU, et le deuxième, gravé en 45 nm, intègre le premier GPU (Intel HD Graphics, Ironlake), ainsi que les contrôleurs mémoire et PCI Express. Il intègre 4 Mio (Core i7 mobile) ou 3 Mio (Core i3 mobile / Core i5 mobile) de cache L3 partagés entre les deux cœurs.
L'arrivée de l'affichage Intel HD Graphics a apporté à la fois le décodage 100 % matériel des vidéos 1080p au standard H264, et un saut dans les performances 3D. Le GPU n'était pas segmenté par le nombre d'unités d'exécution, tous les processeurs ont donc 12 EU. Il y a donc seulement 33 % de différence entre l'entrée de gamme avec un GPU limité à 500 MHz et le haut de gamme à 766 MHz.

## Performances
Quelques valeurs du test Passmark, qui mesure les performances suivantes avec son CPU Mark :
- Core i3 M 350 à 2,27 GHz : 1894
- Core i3 M 370 à 2,40 GHz : 2020
- Core i5 M 430 à 2,27 GHz : 2100
- Core i5 M 520 à 2,40 GHz : 2374
- Core i5 M 540 à 2,53 GHz : 2449

La consommation maximale des processeurs est de 35 W.